# فدریکو لوزی
 فدریکو لوزی (انگلیسی: Federico Luzzi؛ ۳ ژانویهٔ ۱۹۸۰ – ۲۵ اکتبر ۲۰۰۸) یک تنیس‌باز اهل ایتالیا بود. 